# Thomas Rainsborough
Thomas Rainsborough (Wapping, 6 luglio 1610 – Doncaster, 29 ottobre 1648) è stato un politico e militare britannico, uno dei principali portavoce dei Levellers durante i dibattiti di Putney.